# Painscastle Castle
Painscastle Castle är ett slott i Storbritannien.   Det ligger i kommunen Powys och riksdelen Wales, i den södra delen av landet, 220 km väster om huvudstaden London. Painscastle Castle ligger 274 meter över havet.
Terrängen runt Painscastle Castle är huvudsakligen kuperad, men åt nordost är den platt. Runt Painscastle Castle är det ganska tätbefolkat, med 60 invånare per kvadratkilometer. Närmaste större samhälle är Llandrindod Wells, 18,5 km nordväst om Painscastle Castle. Trakten runt Painscastle Castle består i huvudsak av gräsmarker.